# Flindersia
Genre
Classification phylogénétique
Flindersia est un genre d'angiospermes de la famille des Rutaceae originaire des Moluques, Nouvelle-Guinée, Australie (Nouvelle-Galles du Sud et Queensland) et Nouvelle-Calédonie.
Ce sont des arbres qui sont cultivés pour le bois ou plantés en bordure de rue.
Le genre a été nommé d'après l'explorateur Matthew Flinders.

## Liste d'espèces
Il en existe seize espèces. On en trouve 14 en Australie dont 11 endémiques au pays.
- Flindersia acuminata C.T.White
- Flindersia australis R.Br.
- Flindersia bennettiana F.Muell. ex Benth.
- Flindersia bourjotiana F.Muell.
- Flindersia brassii T.G.Hartley & B.Hyland
- Flindersia brayleyana F.Muell.
- Flindersia collina F.M.Bailey
- Flindersia dissosperma (F.Muell.) Domin
- Flindersia fournieri Panch. & Sebert ("Chêne blanc" - Nouvelle-Calédonie)
- Flindersia ifflaiana F.Muell.
- Flindersia laevicarpa C.T.White & W.D.Francis
- Flindersia maculosa (Lindl.) Benth.
- Flindersia schottiana F.Muell
- Flindersia xanthoxyla (A.Cunn. ex Hook.) Domin